# Leggenda nera spagnola

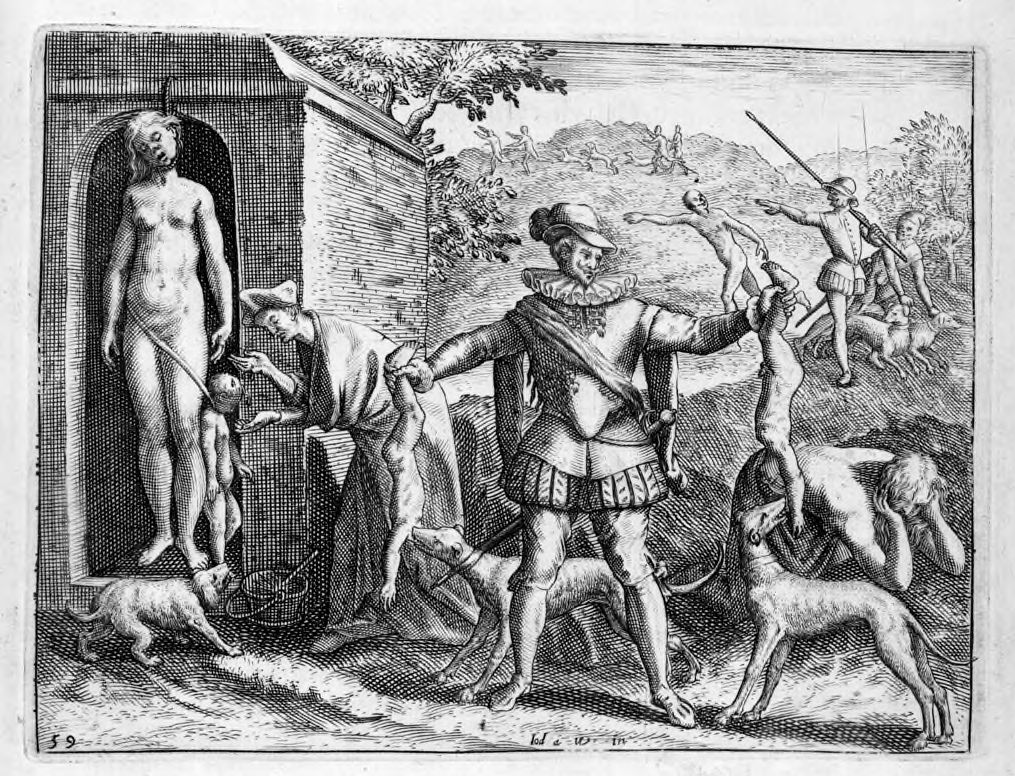
Incisione del 1598, di Theodor de Bry, raffigurante uno spagnolo che, apparentemente, alimenta i suoi cani con dei bambini di nativi americani. Le opere di De Bry sono caratteristiche della propaganda anti-spagnola che ebbe origine a seguito della guerra degli ottant'anni.

La leggenda nera spagnola (in lingua spagnola La Leyenda Negra) è uno stile di scrittura storica, non oggettiva, oppure propagandistica, che demonizza la Spagna, la sua gente e la sua cultura in un tentativo intenzionale di danneggiarne la reputazione. La propaganda della leggenda nera spagnola ha origine nel XVI secolo, un momento di forte rivalità tra potenze coloniali europee. Tra i primi a descrivere e denunciare questo fenomeno furono Julián Juderías nel suo libro La leggenda nera e la verità storica (La Leyenda Negra y la Verdad Histórica), una critica pubblicata nel 1914, che spiega come questo tipo di parziale storiografia ha presentato la storia spagnola in una luce profondamente negativa, volutamente ignorando i risultati positivi ottenuti, anche se il termine leggenda nera, per descrivere questa mitologia anti-spagnola, è stato coniato da Emilia Pardo Bazán in una conferenza, a Parigi, il 18 aprile 1899. Scrittori successivi hanno sostenuto e sviluppato la critica di Juderias. Nel 1958, Charles Gibson ha spiegato che la Spagna e l'impero spagnolo sono stati storicamente presentati come "crudeli, bigotti, sfruttatori e ipocriti in eccesso rispetto alla realtà".

## Origini del sentimento anti-spagnolo
Il sentimento anti-spagnolo comparve in molte parti d'Europa via via che il potere dell'impero spagnolo andò crescendo. Con il regno degli Asburgo, la Spagna dominò gran parte dell'Europa, compreso quello che è oggi il Belgio, i Paesi Bassi, l'Austria e parti dell'Italia. Nel 1555 papa Paolo IV descrisse gli spagnoli come "eretici, scismatici, maledetti da Dio, discendenti di ebrei e marrani, la vera feccia della terra". Durante la guerra degli ottant'anni la propaganda inglese e olandese dipinse gli spagnoli come barbari assetati di sangue, attingendo a falsi stereotipi razziali che li paragonavano agli arabi. Nei secoli successivi gli stereotipi anti-spagnoli si diffusero ampiamente, soprattutto tra inglesi, olandesi e tedeschi. Questa propaganda rappresentò, in maniera esagerata, i mali del comportamento coloniale della Spagna e dell'Inquisizione spagnola.
Nel XVIII secolo, pur non avendo mai visitato la Spagna, il filosofo Immanuel Kant dichiarò che "il lato cattivo degli spagnoli è che non imparano dagli stranieri, che non viaggiano allo scopo di fare conoscenza con le altre nazioni, che sono secoli indietro nel campo delle scienze. Sono restii a qualsiasi riforma, orgogliosi di non dover lavorare, non hanno uno spirito romantico, come dimostra la corrida, sono crudeli come dimostrano gli spettacoli di autodafé e dimostrano, nel gusto, un'origine in parte non europea". Lo storico Walter Mignolo sostenne che la leggenda nera spagnola era strettamente legata alle ideologie di competizione, sia nel modo in cui ha usato la storia moresca della Spagna per rappresentare gli spagnoli come razzialmente contaminati, sia nel modo in cui vennero trattati africani e nativi americani durante i progetti coloniali spagnoli, a simboleggiare il loro carattere morale.
Lo storico Sverker Arnoldsson dell'Università di Göteborg, nel suo libro The Black Legend. A Study of its Origins, pone le origini della leggenda nera spagnola nell'Italia medievale, diversamente da autori precedenti che la collocavano nel XVI secolo. Arnoldsson cita studi di Benedetto Croce e Arturo Farinelli per affermare che l'Italia nel XIV, XV e XVI secolo era estremamente ostile alla Spagna.
Le teorie di Arnoldsson sono state confutate da diversi storici. In linea generale sono state formulate le seguenti obiezioni:
1. Solo perché i primi scritti contro gli spagnoli vennero scritti in Italia, non è una ragione sufficiente per descrivere l'Italia come l'origine della leggenda nera spagnola. Si tratta di una reazione normale in una società dominata da una potenza straniera.
2. La frase leggenda nera spagnola suggerisce una certa "tradizione", che non esiste nella letteratura italiana, basata principalmente sulla reazione alla presenza recente di truppe spagnole.

William S. Maltby scrisse successivamente che non vi era correlazione tra la critica italiana agli spagnoli e le successive forme di critica sulla leggenda nera spagnola nei Paesi Bassi e in Inghilterra.

## XVI secolo

### La conquista delle Americhe
Nel processo di Colonizzazione europea delle Americhe che durò tre secoli, la Spagna fu l'unica potenza coloniale che promulgò una legge per la protezione dei nativi americani. Nel 1512, le leggi di Burgos regolarono il comportamento degli europei nel Nuovo Mondo, vietando il maltrattamento dei popoli indigeni e limitando il potere degli  encomenderos o proprietari terrieri. Nel 1542 le Nuove leggi ampliarono e corressero il corpo precedente di leggi al fine di migliorare la loro applicazione. Anche se queste leggi non vennero sempre applicate in tutti i territori americani, esse riflettevano la volontà del governo coloniale spagnolo del tempo nel proteggere i diritti della popolazione indigena.
La colonizzazione portò a discutere, all'interno della Spagna stessa, circa il trattamento e i diritti dei popoli indigeni delle Americhe. Nel 1552, il Domenicano frate Bartolomé de las Casas pubblicò la Brevísima relación de la destrucción de las Indias (Brevissima relazione della distruzione delle Indie), un resoconto di eccessi commessi dai proprietari terrieri e da alcuni funzionari durante il primo periodo di colonizzazione della Nuova Spagna, in particolare a Hispaniola. Un testimone dell'epoca accusò Cristoforo Colombo di brutalità e imposizione di lavori forzati nei confronti degli indigeni. Las Casas, figlio del mercante Pedro de las Casas, che accompagnò Colombo nel suo secondo viaggio, descrisse il trattamento che Colombo riservò ai nativi nel suo Storia delle Indie. Gli scritti di Las Casas sono visti da alcuni storici come esagerati e distorti. Il loro sentimento anti-spagnolo è stato impiegato da scrittori rivali della Spagna come una vantaggiosa base per la storiografia della leggenda nera spagnola. Vennero utilizzati nelle Fiandre per la propaganda anti-spagnola già durante la Guerra degli ottant'anni. Oggi viene ancora dibattuto se la descrizione di Las Casas, della colonizzazione spagnola, rappresenti un quadro ragionevole o selvaggiamente esagerato. Lo storico Lewis Hanke, per esempio, considera che Las Casas avesse esagerato le atrocità nel suo racconto, contribuendo in tal modo alla propaganda della leggenda nera spagnola. Lo storico Benjamin Keen, d'altra parte, lo ritiene più o meno veritiero.
Questo storico maltrattamento degli amerindi, comune in molte colonie europee nelle Americhe, venne utilizzato come propaganda in opere di potenze europee in competizione, per creare calunnie e animosità contro l'Impero spagnolo. L'opera di Las Casas è stata citata in lingua inglese nel 1583 con la pubblicazione di The Spanish Colonie, or Brief Chronicle of the Actes and Gestes of the Spaniards in the West Indies, Le colonie spagnole, o breve cronaca degli atti e dei gesti degli spagnoli nelle Indie Occidentali, in un momento in cui l'Inghilterra si preparava per la guerra contro la Spagna nei Paesi Bassi. L'uso di parte di tali opere, tra cui la distorsione o esagerazione del loro contenuto, fece parte della propaganda anti-storica spagnola sulla leggenda nera.
Dal punto di vista della storia e della colonizzazione delle Americhe, tutte le potenze europee che colonizzarono le Americhe, come l'Inghilterra, il Portogallo, i Paesi Bassi e gli altri, furono colpevoli di maltrattamenti ai danni delle popolazioni indigene. Le potenze coloniali sono state accusate di genocidio in Canada, Stati Uniti e Australia.
Nel suo libro The Aztec under Spanish Rule (Gli Aztechi sotto il dominio spagnolo), il primo studio completo delle fonti documentarie dei rapporti tra indiani e spagnoli nella Nuova Spagna (Messico coloniale), lo storico Charles Gibson conclude che la leggenda nera spagnola si basa su fonti di un sadismo deliberato. Essa fiorisce in un clima di indignazione che rimuove il problema dalla categoria della comprensione oggettiva. Non è sufficiente per la comprensione delle istituzioni di storia coloniale.

### Paesi Bassi
La guerra della Spagna contro le Repubblica delle Sette Province Unite, in particolare le vittorie del duca d'Alba contribuirono alla propaganda anti-spagnola. Inviato nell'agosto 1567 per contrastare disordini politici in una parte d'Europa dove le macchine per la stampa erano una fonte di opinione eterodossa, in particolare contro la Chiesa cattolica, d'Alba prese il controllo dell'industria del libro. Diversi stampatori vennero banditi e almeno uno venne giustiziato. Librai e stampatori vennero perseguiti e arrestati per aver pubblicato libri vietati, molti dei quali vennero aggiunti all'Indice dei libri proibiti.
Dopo anni di disordini nei Paesi Bassi, l'estate del 1567 vide il rinnovarsi delle violente esplosioni di iconoclastia, in cui l'olandese  Beeldenstorm  calvinista deturpò statue e decorazioni di monasteri e chiese cattoliche. La battaglia di Oosterweel, del marzo 1567, fu la prima risposta militare spagnola alle numerose rivolte, e un preludio o l'inizio della Guerra degli ottant'anni. La guerra degli 80 anni può essere vista iniziata il 13 marzo 1567, con la sconfitta dei ribelli a Oosterweel. Nel mese di ottobre 1572, dopo che le forze della Casa di Orange-Nassau conquistarono la città di Mechelen, il suo luogotenente stava per tentare la resa quando venne informato che le forze di un grande esercito spagnolo si stavano avvicinando. Essi cercarono di accogliere le forze del Duca al canto dei salmi, ma Fadrique Álvarez de Toledo, figlio del governatore dei Paesi Bassi e comandante delle truppe del Duca, concesse ai suoi uomini tre giorni di saccheggio della città vescovile. Alba scrisse al suo Re che "non un chiodo era stato lasciato nel muro". Ancora un anno dopo, i magistrati tentarono di recuperare i preziosi beni della Chiesa che i soldati spagnoli avevano venduto in altre città.
Questo sacco di Mechelen fu il primo della Furia spagnola.
Nel novembre e dicembre dello stesso anno, con il consenso del duca, Fadrique bloccò e bruciò nelle chiese molte persone di Zutphen e Naarden.
Nel luglio 1573, dopo sei mesi di assedio, la città di Haarlem si arrese. Poi gli uomini della guarnigione (tranne che per i soldati tedeschi) vennero annegati o venne loro tagliata la gola dalle truppe del duca, e furono giustiziati eminenti cittadini. Durante i tre giorni del "sacco di Anversa" del 1576, le truppe spagnole attaccarono e depredarono Anversa. I soldati imperversato per la città, uccidendo e saccheggiando. Chiesero soldi ai cittadini e bruciarono le case di coloro che si rifiutarono di (o non poterono) pagare. La tipografia di Christophe Plantin venne minacciata di distruzione per tre volte, ma venne salvata tutte le volte dopo che fu pagato un riscatto. Anversa fu economicamente devastata dall'attacco.
La propaganda creata dalla Rivolta olandese durante la lotta contro la Corona spagnola può anche essere vista come parte della leggenda nera spagnola. I saccheggi contro gli indiani che de Las Casas aveva descritto, vennero confrontati con le depredazioni di Alba e dei suoi successori nei Paesi Bassi. Il libro Un breve racconto della distruzione delle Indie venne ristampato non meno di 33 volte tra il 1578 e il 1648 nei Paesi Bassi (più che in tutti gli altri paesi europei messi assieme).
Gli Articoli e risoluzioni dell'Inquisizione spagnola per invadere ed impedire l'Olanda vennero considerati una cospirazione del Sant'Uffizio per far morire di fame la popolazione olandese e sterminare i suoi nobili più importanti, "come gli spagnoli avevano fatto nelle Indie". Marnix di Sint-Aldegonde, un preminente propagandista della causa dei ribelli, regolarmente utilizzò gli scritti per stigmatizzare le presunte intenzioni, da parte della Spagna, di "colonizzare" l'Olanda, ad esempio, nel suo intervento del 1578 alla dieta tedesca.

### Portogallo
Altri critici della Spagna comprendevano Antonio Pérez, il decaduto segretario di re Filippo. Pérez fuggì in Francia e in Inghilterra, dove pubblicò gli attacchi contro la monarchia spagnola, sotto il titolo Relaciones (1594). Filippo, al momento anche re del Portogallo, venne accusato di crudeltà per la sua impiccagione di sostenitori di Antonio, priore di Crato, il concorrente rivale al trono del Portogallo, sui pennoni delle isole Azzorre, in seguito alla Battaglia di Ponta Delgada.

### Ricezione in Inghilterra
Questi libri vennero ampiamente utilizzati dagli olandesi durante la loro lotta per l'indipendenza dal dominio spagnolo, mentre gli inglesi si riferivano a essi per giustificare la loro pirateria e le guerre contro gli spagnoli. Le due nazioni del Nord non solo emersero come rivali della Spagna per il colonialismo in tutto il mondo, ma anche come roccaforti di Protestantesimo mentre la Spagna era il più potente Paese cattolico del tempo.

## Leggenda bianca
L'etichetta leggenda bianca è usata dagli storici per descrivere un approccio storiografico che essi considerano troppo lontano nel tentativo di contrastare la leggenda nera, e che finisce di conseguenza nel dipingere un'immagine acritica o idealizzata delle pratiche coloniali spagnole. Tale approccio è stato descritto come caratteristica della storiografia del nazionalismo spagnolo durante il regime di Francisco Franco, che si era associata al passato imperiale espresso in termini positivi. Alcuni, come Benjamin Keen, criticarono le opere di John Fiske e Lewis Hanke come andanti troppo lontano nell'idealizzazione della storia spagnola.

## Critiche
Negli ultimi anni, un gruppo di storici tra cui Alfredo Alvar e Lourdes Mateo Bretos hanno sostenuto che la leggenda nera non esiste attualmente, ma è invece semplicemente la percezione spagnola di come il mondo vede l'eredità della Spagna.
Carmen Iglesias ha sostenuto che la leggenda nera consisterebbe in quei tratti negativi - che sarebbero oggettivamente i più ripetuti - di quelli che la coscienza spagnola vede in se stessa. Tuttavia ammette che la leggenda nera risponde anche alla propaganda altamente manipolata guidata da interessi politici.
Anche Ricardo Garcia Carcel nega direttamente l'esistenza della leggenda nera spagnola nel suo libro The Black Legend (1991), sostenendo "Non è né una leggenda, nella misura in cui i pareri negativi della Spagna hanno fondamenti storici veri, né è nera, poiché il tono non era mai coerente né uniforme. Abbonda il grigio, ma il colore di queste opinioni è sempre stato considerato in contrasto con [ciò] che abbiamo chiamato la leggenda bianca".